# Manuel Iturra
Manuel Rolando Iturra Urrutia (Temuco, 23 giugno 1984) è un ex calciatore cileno, di ruolo centrocampista.

## Biografia
È soprannominato El Colocho, che in italiano significa il riccio.

## Caratteristiche tecniche
Gioca come mediano davanti alla difesa, è grintoso e bravo a rubare palla; tende a prendere molte ammonizioni ma nella Liga 2014-2015 ha migliorato il suo rendimento disciplinare, con soli cinque cartellini gialli.

## Carriera

### Club
Dal 2002 al 2011 ha sempre militato nell'Universidad de Chile, squadra con cui ha vinto per due volte il Torneo Apertura del campionato cileno di calcio. Nel gennaio del 2011 viene acquistato dall'União Leiria.
Dopo aver militato per la stagione 2011-2012 nel Real Murcia e per la stagione 2012-2013 nel Málaga, il 12 giugno 2013 passa, in scadenza di contratto, al Granada, firmando un contratto di tre anni. Il 22 luglio 2015 si trasferisce all'Udinese. Il 30 gennaio 2016 passa in prestito al Rayo Vallecano e il 5 giugno seguente viene ceduto al Necaxa.
il 1º gennaio 2018 si accasa nuovamente al Malaga,con cui gioca il girone di ritorno. Rimasto svincolato, il 4 settembre viene tesserato dal Villarreal, da cui si svincola il 2 gennaio 2019.
Il 30 gennaio 2019, si sposterà in Asia minore, più precisamente in Israele, firmando per il Maccabi Haifa. Per il club ebraico, però, saranno solo 2 apparizioni in 5 mesi.
Il 1⁰ luglio 2019, tornerà in Cile dopo 8 anni, accasandosi al Club Deportes Iquique. In pochi mesi, collezionerà solamente 10 presenze, per poi ritirarsi dal calcio giocato il 13 maggio 2020, dopo essere rimasto svincolato.

### Nazionale
Ha debuttato con la Nazionale cilena il 18 agosto 2005 contro il Perù e segnato la sua prima (e finora unica) rete contro l'Irlanda il 24 maggio 2006.
Nel 2007 ha partecipato con la sua selezione alla Copa América, conclusa per il Cile ai quarti di finale.

## Statistiche

### Cronologia presenze e reti in Nazionale
| Cronologia completa delle presenze e delle reti in nazionale ― Perù | Cronologia completa delle presenze e delle reti in nazionale ― Perù | Cronologia completa delle presenze e delle reti in nazionale ― Perù | Cronologia completa delle presenze e delle reti in nazionale ― Perù | Cronologia completa delle presenze e delle reti in nazionale ― Perù | Cronologia completa delle presenze e delle reti in nazionale ― Perù | Cronologia completa delle presenze e delle reti in nazionale ― Perù | Cronologia completa delle presenze e delle reti in nazionale ― Perù |
| Data                                                                | Città                                                               | In casa                                                             | Risultato                                                           | Ospiti                                                              | Competizione                                                        | Reti                                                                | Note                                                                |
| ------------------------------------------------------------------- | ------------------------------------------------------------------- | ------------------------------------------------------------------- | ------------------------------------------------------------------- | ------------------------------------------------------------------- | ------------------------------------------------------------------- | ------------------------------------------------------------------- | ------------------------------------------------------------------- |
| 17-8-2005                                                           | Tacna                                                               | Perù                                                                | 3 – 1                                                               | Cile                                                                | Amichevole                                                          | -                                                                   | 67’                                                                 |
| 26-4-2006                                                           | Rancagua                                                            | Cile                                                                | 4 – 1                                                               | Nuova Zelanda                                                       | Amichevole                                                          | -                                                                   |                                                                     |
| 28-4-2006                                                           | Talca                                                               | Cile                                                                | 1 – 0                                                               | Nuova Zelanda                                                       | Amichevole                                                          | -                                                                   | 46’                                                                 |
| 24-5-2006                                                           | Dublino                                                             | Irlanda                                                             | 0 – 1                                                               | Cile                                                                | Amichevole                                                          | 1                                                                   | 27’                                                                 |
| 17-8-2006                                                           | Santiago del Cile                                                   | Cile                                                                | 1 – 2                                                               | Colombia                                                            | Amichevole                                                          | -                                                                   | 78’                                                                 |
| 7-10-2006                                                           | Viña del Mar                                                        | Cile                                                                | 3 – 2                                                               | Perù                                                                | Amichevole                                                          | -                                                                   |                                                                     |
| 11-10-2006                                                          | Tacna                                                               | Perù                                                                | 0 – 1                                                               | Cile                                                                | Coppa del Pacifico                                                  | -                                                                   | 1’ 90’                                                              |
| 15-11-2006                                                          | Viña del Mar                                                        | Cile                                                                | 3 – 2                                                               | Paraguay                                                            | Amichevole                                                          | -                                                                   | 41’                                                                 |
| 8-2-2007                                                            | Maracaibo                                                           | Venezuela                                                           | 0 – 1                                                               | Cile                                                                | Amichevole                                                          | -                                                                   |                                                                     |
| 24-3-2007                                                           | Göteborg                                                            | Brasile                                                             | 4 – 0                                                               | Cile                                                                | Amichevole                                                          | -                                                                   | 79’                                                                 |
| 28-3-2007                                                           | Viña del Mar                                                        | Cile                                                                | 1 – 1                                                               | Costa Rica                                                          | Amichevole                                                          | -                                                                   | 61’                                                                 |
| 18-4-2007                                                           | Mendoza                                                             | Argentina                                                           | 0 – 0                                                               | Cile                                                                | Amichevole                                                          | -                                                                   | 61’                                                                 |
| 2-6-2007                                                            | San José                                                            | Costa Rica                                                          | 2 – 0                                                               | Cile                                                                | Amichevole                                                          | -                                                                   | 83’                                                                 |
| 5-6-2007                                                            | Kingston                                                            | Giamaica                                                            | 0 – 1                                                               | Cile                                                                | Amichevole                                                          | -                                                                   | 89’                                                                 |
| 1-7-2007                                                            | Maturín                                                             | Brasile                                                             | 3 – 0                                                               | Cile                                                                | Coppa America 2007 - 1º turno                                       | -                                                                   | 26’ 79’                                                             |
| 5-7-2007                                                            | Puerto La Cruz                                                      | Messico                                                             | 0 – 0                                                               | Cile                                                                | Coppa America 2007 - 1º turno                                       | -                                                                   |                                                                     |
| 8-7-2007                                                            | Puerto La Cruz                                                      | Cile                                                                | 1 – 6                                                               | Brasile                                                             | Coppa America 2007 - Quarti di finale                               | -                                                                   | 19’                                                                 |
| 7-9-2007                                                            | Vienna                                                              | Svizzera                                                            | 2 – 1                                                               | Cile                                                                | Amichevole                                                          | -                                                                   |                                                                     |
| 11-9-2007                                                           | Vienna                                                              | Austria                                                             | 0 – 2                                                               | Cile                                                                | Amichevole                                                          | -                                                                   | 67’                                                                 |
| 13-10-2007                                                          | Buenos Aires                                                        | Argentina                                                           | 2 – 0                                                               | Cile                                                                | Qual. Mondiali 2010                                                 | -                                                                   | 44’ 62’                                                             |
| 17-10-2007                                                          | Santiago del Cile                                                   | Cile                                                                | 2 – 0                                                               | Perù                                                                | Qual. Mondiali 2010                                                 | -                                                                   | 66’                                                                 |
| 22-11-2007                                                          | Santiago del Cile                                                   | Cile                                                                | 0 – 3                                                               | Paraguay                                                            | Qual. Mondiali 2010                                                 | -                                                                   | 46’                                                                 |
| 26-1-2008                                                           | Tokyo                                                               | Giappone                                                            | 0 – 0                                                               | Cile                                                                | Amichevole                                                          | -                                                                   |                                                                     |
| 30-1-2008                                                           | Seul                                                                | Corea del Sud                                                       | 0 – 1                                                               | Cile                                                                | Amichevole                                                          | -                                                                   |                                                                     |
| 4-6-2008                                                            | Rancagua                                                            | Cile                                                                | 2 – 0                                                               | Guatemala                                                           | Amichevole                                                          | -                                                                   |                                                                     |
| 7-6-2008                                                            | Valparaíso                                                          | Cile                                                                | 0 – 0                                                               | Panama                                                              | Amichevole                                                          | -                                                                   |                                                                     |
| 25-9-2008                                                           | Carson                                                              | Messico                                                             | 0 – 1                                                               | Cile                                                                | Amichevole                                                          | -                                                                   |                                                                     |
| 18-1-2009                                                           | Fort Lauderdale                                                     | Honduras                                                            | 0 – 1                                                               | Cile                                                                | Amichevole                                                          | -                                                                   |                                                                     |
| 11-2-2009                                                           | Polokwane                                                           | Sudafrica                                                           | 0 – 2                                                               | Cile                                                                | Amichevole                                                          | -                                                                   | 86’                                                                 |
| 2-4-2009                                                            | Santiago del Cile                                                   | Cile                                                                | 0 – 0                                                               | Uruguay                                                             | Qual. Mondiali 2010                                                 | -                                                                   | 39’ 46’                                                             |
| 29-5-2009                                                           | Chiba                                                               | Belgio                                                              | 1 – 1                                                               | Cile                                                                | Amichevole                                                          | -                                                                   | 32’                                                                 |
| 15-10-2009                                                          | Santiago del Cile                                                   | Cile                                                                | 1 – 0                                                               | Ecuador                                                             | Qual. Mondiali 2010                                                 | -                                                                   |                                                                     |
| 16-5-2010                                                           | Città del Messico                                                   | Messico                                                             | 1 – 0                                                               | Cile                                                                | Amichevole                                                          | -                                                                   | 58’ 60’                                                             |
| 14-11-2012                                                          | San Gallo                                                           | Cile                                                                | 1 – 3                                                               | Serbia                                                              | Amichevole                                                          | -                                                                   | 46’                                                                 |
| Totale                                                              |                                                                     | Presenze                                                            | 34                                                                  |                                                                     | Reti                                                                | 1                                                                   |                                                                     |

## Palmarès
- Campionato cileno: 2

Apertura : 2004, 2009